# 罗热里奥·桑帕约
罗热里奥·桑帕约（葡萄牙語：Rogério Sampaio，1967年9月12日—），巴西男子柔道运动员。他曾代表巴西参加1992年夏季奥林匹克运动会柔道比赛，获得男子65公斤级金牌。他也曾在1993年世界柔道锦标赛上获得铜牌。